# Pierwszy rząd Antoniego Pająka
Pierwszy rząd Antoniego Pająka – gabinet pod kierownictwem premiera Antoniego Pająka, istniał od 12 września 1955 do 28 marca 1957 roku.

## Skład rządu
- Antoni Pająk –  prezes Rady Ministrów, minister skarbu
- Aleksander Zawisza –  minister spraw zagranicznych
- ppłk dypl. Antoni Brochwicz-Lewiński – minister obrony narodowej
- Jerzy Ścibor – minister spraw wewnętrznych
- Tadeusz Bugayski – minister sprawiedliwości (kierownik), minister dla spraw obywateli polskich na obczyźnie
- gen. bryg. Kazimierz Sawicki – minister (do 11 października 1955)
- Stanisław Dołęga-Modrzewski – minister
- Stanisława Paleolog – minister (od 11 października 1955)